# حلزون گوش
حلزون گوش بخشی از سامانه شنوایی در گوش درونی است. این بخش عبارت است از حفره‌ای حلزونی–شکل در هزارتوی استخوانی که در انسان‌ها ۲٫۵ دور به دور محور خود می‌چرخد. بخش مهمی از حلزون گوش را اندام کورتی تشکیل می‌دهد که حسگر شنوایی به‌شمار می‌رود. این اندام به موازات بخشی که چنبره‌های مایع درون حلزون گوش را از هم جدا می‌کند، پیش می‌رود. 
مایه ی جلزون نه تنها بدرد شنیدن می خورد بلکه بدرد حفظ تعادل هم هست